# Arcidiocesi di Raziaria
L'arcidiocesi di Raziaria (in latino Archidioecesis Ratiarensis) è una sede soppressa e sede titolare della Chiesa cattolica.

## Storia
Raziaria, le cui rovine si trovano nei pressi della città di Archar in Bulgaria, è l'antica sede metropolitana della provincia romana della Dacia Ripense nella diocesi civile di Dacia. Da essa dipendevano quattro diocesi suffraganee: Acque di Dacia, Bononia, Castra di Marte e Esco.
Il primo vescovo conosciuto di Raziaria è Paolino, noto per le sue relazioni con Osio di Cordova, menzionato nella lettera enciclica redatta dai vescovi dissidenti del concilio di Sardica come turpiter episcopus. Forse per questo motivo venne deposto e sostituito da Silvestro, menzionato da Atanasio di Alessandria come difensore dell'ortodossia nicena. L'episcopato di Silvestro dovette durare pochi anni. Infatti, in un concilio del 351, appare il vescovo Palladio, nell'occasione deposto perché simpatizzante delle idee ariane sostenute da Fotino di Sirmio. Quando l'arianesimo ebbe il sopravvento in Oriente, Palladio fu restaurato sulla sua sede; ma nel concilio di Aquileia del 381 fu definitivamente deposto e scomunicato per eresia. Infine, un ultimo vescovo conosciuto di Raziaria appare in una lettera di papa Celestino I (422-432) ai metropolitani dell'Illirico; non essendo però indicata la sede di appartenenza, è difficile stabilire quale fra Sapio, Paolo, Eternale e Sabazio fu il metropolita di Raziaria.
Dal 1925 Raziaria è annoverata tra le sedi arcivescovili titolari della Chiesa cattolica; dal 3 maggio 2016 l'arcivescovo titolare è Kurian Mathew Vayalunkal, nunzio apostolico in Cile.

## Cronotassi

### Arcivescovi
- Paolino † (prima metà del IV secolo)
- Silvestro † (prima metà del IV secolo)
- Palladio † (prima del 351 - 381 deposto)
- Anonimo † (ai tempi di papa Celestino I - 422-432)

### Arcivescovi titolari
- Gustave Mutel, M.E.P. † (11 gennaio 1926 - 22 gennaio 1933 deceduto)
- Andrew Killian † (11 luglio 1933 - 5 novembre 1934 succeduto arcivescovo di Adelaide)
- Anselm Edward John Kenealy, O.F.M.Cap. † (13 gennaio 1936 - 8 dicembre 1943 deceduto)
- Nikolay Avtonomov † (6 ottobre 1945 - 13 agosto 1979 deceduto)
- Marian Oles † (28 novembre 1987 - 24 maggio 2005 deceduto)
- Kurian Mathew Vayalunkal, dal 3 maggio 2016